# Mimulosia proxima
Mimulosia proxima är en fjärilsart som beskrevs av De Toulgoët 1955. Mimulosia proxima ingår i släktet Mimulosia och familjen björnspinnare. Inga underarter finns listade i Catalogue of Life.